# Denis D'Amour

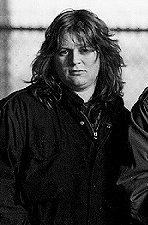
Piggy (1986)

Denis "Piggy" D'Amour (24 de septiembre de 1959-26 de agosto de 2005) fue el guitarrista de la banda canadiense de thrash metal, y posteriormente metal progresivo, Voivod desde 1982 hasta su muerte por cáncer de colon muy avanzado, en agosto de 2005, a la edad de 45 años. Denis es considerado como el principal arquitecto detrás del sonido y estilo de Voivod, él es el compositor de la mayoría de las canciones de la banda, ha aparecido en todos los discos y es uno de los miembros fundadores. Cuando era un niño estudió violín clásico. Sus principales influencias como guitarrista son Jimmy Page (Led Zeppelin), Ritchie Blackmore (Deep Purple), Steve Howe (Yes), Robert Fripp (King Crimson), David Gilmour (Pink Floyd) y Alex Lifeson (Rush).

## Muerte
En el verano del 2005, D'Amour fue diagnosticado con cáncer de colon. Le fue programada una cirugía que no pudo ser realizada por distintas complicaciones y problemas que surgieron. El cáncer se había extendido progresivamente, imposibilitando cualquier cirugía para intentar salvarlo.
Denis "Piggy" D'Amour cayó en coma en la unidad de cuidados intensivos del hospital de Montreal, Canadá, el 25 de agosto de 2005. Acompañado por sus familiares y amigos y en menos de 24 horas, a las 11:45pm del 26 de agosto, Denis perdió la batalla contra el cáncer.
En el documental Metal: A Headbanger's Journey, donde hay una entrevista de Denis, se hace una mención sobre su trágica muerte. Este fue estrenado el 7 de septiembre de ese mismo año.

## Equipos

### Guitarras
- Ibanez Universe
- Gibson SG
- Liberatorecustom made guitar

### Amplificadores
- Marshall JCM 800 Head

## Efectos Pedales
- Digitech IPS 33
- Yamaha SPX-90 II
- BOSS SD-1 Super Distortion
- Ibanez DM-1100 Digital Delay

## Discografía
Álbumes Con Voivod:
- War & Pain 1984 (Metal Blade Records)
- Rrröööaaarrr 1986 (Noise Records)
- Killing Technology 1987 (Noise Records)
- Dimension Hatröss 1988 (Noise Records)
- Nothingface 1989 (Mechanic / MCA Records)
- Angel Rat 1991 (Mechanic Records) / MCA Records)
- The Outer Limits 1993 (Mechanic / MCA Records)
- Negatron 1995 (Hypnotic Records)
- Phobos 1998 (Slipdisc Hypnotic Records)
- Kronik 1998 (Slipdisc Hypnotic Records)
- Voivod Lives 2000 (Metal Blade Records)
- Voivod 2003 (Chophouse Records / Surfdog Records)
- Katorz 2006 (The End Records)